# 汉斯·达勒夫
汉斯·达勒夫（瑞典語：Hans Dahllöf，1941年1月25日—），瑞典男子冰球运动员，场上位置是守门员。他曾代表瑞典国家队参加1968年冬季奥林匹克运动会冰球比赛，获得第4名。